# بروكويست
بروكويست (بالإنجليزية: ProQuest)‏ هي شركة عالمية لمحتوى وتقنية المعلومات ومقرها مدينة آن أربور بولاية ميشيغان، تأسست عام 1938 باسم University Microfilms، وتوفر تطبيقات ومنتجات للمكتبات.
بدأت كمنتج لمنتجات الميكروفيلم، ثم أصبحت ناشرًا إلكترونيًا، ونمت لاحقًا من خلال عمليات الاستحواذ. تقدم الشركة اليوم أدوات لإدارة الاكتشاف والاستشهاد، والأنظمة الأساسية التي تسمح لمستخدمي المكتبة بالبحث عن الأبحاث وإدارتها واستخدامها ومشاركتها.
وتوفر الوصول إلى المحتوى، بما في ذلك الرسائل الجامعية والأطروحات والكتب الإلكترونية والصحف والدوريات والمجموعات التاريخية والمحفوظات الحكومية والمحفوظات الثقافية، وقواعد البيانات المجمعة الأخرى. يقدر هذا المحتوى بحوالي 125 مليار صفحة رقمية.